# Galerie Vivienne
La Galerie Vivienne  es una galería comercial situada en el segundo distrito de París. Tiene tres entradas: en el n.º 4 de la calle des Petits-Champs, en los números 5-7 de la calle de la Banque y en el n.º 6 de la calle Vivienne. Fue declarada monumento histórico en 1974.

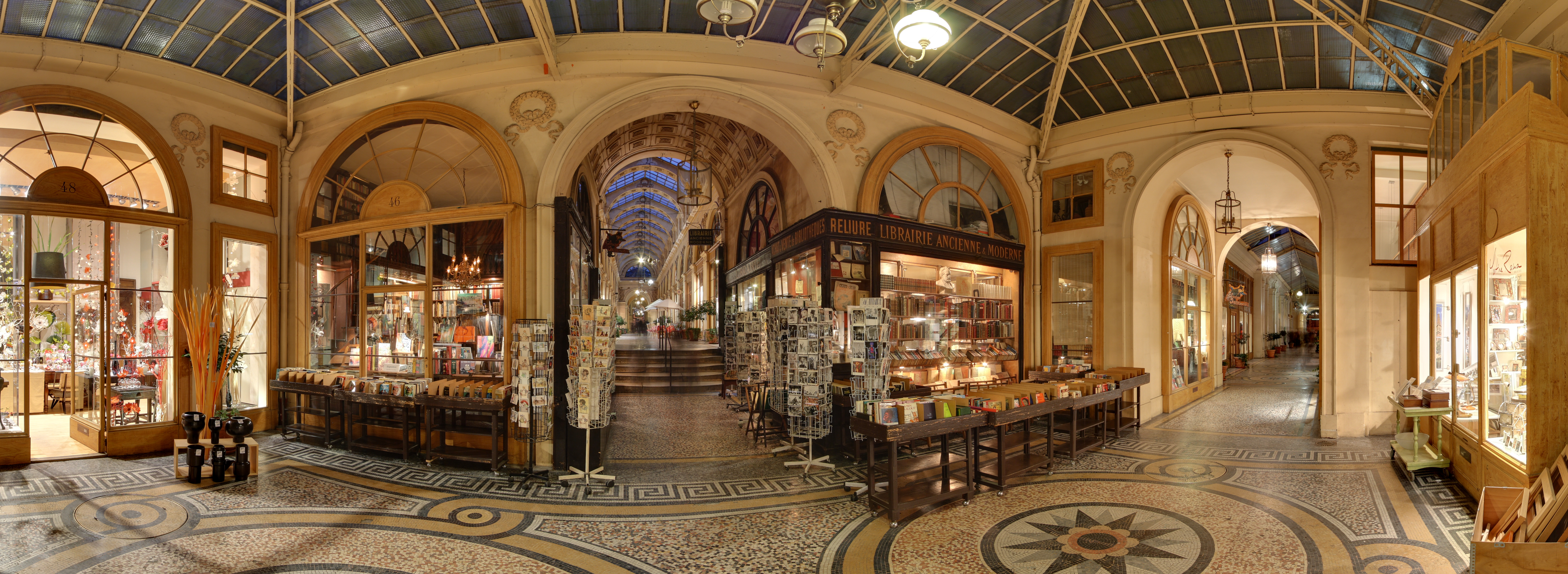
La Galerie Vivienne